# Смоленка (Днепропетровская область)
Смоленка (укр. Смоленка) — село,
Гуляйпольский сельский совет,
Криничанский район,
Днепропетровская область,
Украина.
Код КОАТУУ — 1222082010. Население по переписи 2001 года составляло 21 человек.

## Географическое положение
Село Смоленка находится на расстоянии до 2,5 км от сёл Высокое, Казачье и Благодатное.
По селу протекает пересыхающий ручей с запрудой.